# Figueiros
Figueiros is een plaats (freguesia) in de Portugese gemeente Cadaval en telt 765 inwoners (2001).